# Qujiawan (köpinghuvudort i Kina, Hubei Sheng, lat 29,97, long 113,19)
Qujiawan (kinesiska: 瞿家湾, 瞿家湾镇) är en köpinghuvudort i Kina. Den ligger i provinsen Hubei, i den centrala delen av landet, omkring 130 kilometer sydväst om provinshuvudstaden Wuhan. Antalet invånare är 14 047. Befolkningen består av 6 594 kvinnor och 7 453 män. Barn under 15 år utgör 14,0 %, vuxna 15-64 år 75 %, och äldre över 65 år 9,0 %.
Runt Qujiawan är det tätbefolkat, med 356 invånare per kvadratkilometer. Närmaste större samhälle är Daijiachang, 7,8 km norr om Qujiawan. Trakten runt Qujiawan består till största delen av jordbruksmark.
Genomsnittlig årsnederbörd är 1 758 millimeter. Den regnigaste månaden är maj, med i genomsnitt 229 mm nederbörd, och den torraste är december, med 39 mm nederbörd.